# خرگوش پاشنه‌برفی
خرگوش پاشنه‌برفی (نام علمی: Lepus americanus) نام یک گونه از سرده خرگوش صحرایی است.